# کلارک اولوفسون
کلارک اودرث اولوفسون (که بعدها با نام دانیل دموینک شناخته شد؛ متولد ۱ فوریه ۱۹۴۷) یک جنایتکار سوئدی است. او به اتهام اقدام به قتل، حمله، سرقت، و خرید و فروش مواد مخدر محکوم شده‌است و بیش از نیمی از زندگی خود را در زندان سوئد گذرانده‌است. اولوفسون را اولین «گانگستر مشهور» سوئد می‌نامند.
اولوفسون در سرقت نورمالمستورگ حضور داشت که وقایع آن منجر به ایجاد عبارت " سندرم استکهلم " برای توصیف آنها شد.در سال 2022سریالی با نام کلارک(clark) در مورد شخصیت او ساخته شد.